# منتخب أوروغواي لدوري الرغبي
منتخب أوروغواي لدوري الرغبي (بالإسبانية: Selección de rugby league de Uruguay)‏ هو ممثل الأوروغواي الرسمي في المنافسات الدولية في دوري الرغبي .